# Verbraucher
Als Verbraucher oder Konsument wird eine natürliche Person bezeichnet, die eine oder mehrere Waren oder Dienstleistungen zur eigenen privaten Bedürfnisbefriedigung käuflich erwirbt. Ihnen widmet sich die Verbraucherforschung und die Konsumsoziologie.

## Begriffsursprung
Der Begriff „Verbraucher“ hat den Ursprung in der Tätigkeit des Verbrauchens von Produkten, das heißt, die entsprechende Person nimmt unter Umständen regelmäßig eine gewisse Menge davon und verwendet sie für einen bestimmten Zweck, bis nichts mehr davon vorhanden ist, um sich anschließend neue Produkte zu beschaffen. Der gleiche Vorgang wird auch als Konsum bezeichnet, woraus sich die Bezeichnung „Konsument“ ableitet.

## Begriffliche Erweiterung
Mittlerweile müssen Güter nicht unbedingt im herkömmlichen Sinn verbraucht werden, sondern im Gegenteil handelt es sich oft um eine (temporäre) Nutzung von Ressourcen. In Abgrenzung zum Konsum wird der Verbrauch erweitert um die Inanspruchnahme von Dienstleistungen bzw. die Nutzung von Ressourcen.

## Definition
In der Rechtswissenschaft bezeichnet man als Verbraucher natürliche Personen, die wirtschaftliche Geschäfte abschließen, ohne dabei selbst als Unternehmer zu handeln. Aufgrund ihrer typischerweise gegebenen wirtschaftlichen und informationellen Unterlegenheit genießen Verbraucher in vielen Rechtsordnungen gegenüber Unternehmern Verbraucherschutz.

### Europäische Union
Nach der in der EU gebräuchlichen Definition ist unter einem Verbraucher jede natürliche Person zu verstehen, der ein Produkt bereitgestellt wird und das einem Zweck dient, der nicht ihrer gewerblichen oder beruflichen Tätigkeit zugerechnet werden kann; vgl. Richtlinie 93/13/EWG. Demgegenüber steht der professionelle Nutzer. Viele der von den Vorschriften der Union erfassten Produkte werden bei der Arbeit benutzt und unterliegen daher auch den Rechtsvorschriften über die Sicherheit am Arbeitsplatz; vgl. Richtlinie 2009/104/EG. Endnutzer umfasst also sowohl professionelle Nutzer als auch Verbraucher.

### Deutschland
Nach § 13 BGB ist eine Person schon dann Verbraucher, wenn sie ein Rechtsgeschäft abschließt, dessen Zwecke überwiegend weder ihrer gewerblichen noch ihrer selbständigen beruflichen Tätigkeit zugeordnet werden können. Bei Rechtsgeschäften, die der unselbständigen beruflichen Tätigkeit einer Person dienen, etwa der Erwerb von Arbeitskleidung, Fortbildungsliteratur etc. durch den Arbeitnehmer, ist diese Person Verbraucher. Verbraucher kann auch eine Person sein, die gleichzeitig Arbeitgeber ist, jedoch ein Rechtsgeschäft zu privaten Zwecken abschließt. Verbraucher müssen abhängig vom Verbrauchsgut bzw. der Dienstleistung unterschiedliche Verbrauchssteuern entrichten. Zusätzlich ist der Verbrauch in der Regel umsatzsteuerpflichtig. Das Gesetz unterstützt und schützt die Verbraucher. Überschuldete Verbraucher haben die Möglichkeit, Verbraucherinsolvenz anzumelden.

### Österreich
Im österreichischen Recht ist der Verbraucherbegriff weiter gefasst: Tätigt eine Person ein Geschäft, das nicht zum Betrieb ihres Unternehmens gehört, so handelt diese Person als Verbraucher (§ 1 Abs. 1 Z 1, 2 KSchG). Verbraucher kann also auch eine nicht unternehmerisch tätige Personengesellschaft oder juristische Person (wie Idealverein) sein. Entsprechend ist die Busfahrt eines Angestellten zum Arbeitsplatz ein Geschäft (Beförderung gegen Entgelt), bei dem der Angestellte als Konsument gegenüber dem Busunternehmen handelt, da die Person nur angestellt ist, aber nicht Unternehmer. Unternimmt ein Unternehmer eine private Busfahrt von sich zu Hause zu einem Freund, dann handelt er dabei ebenfalls als Verbraucher, diese Fahrt nicht zum Betrieb seines Unternehmens gehört.
Diese Begriffserweiterung des österreichischen und deutschen Verbraucherbegriffs ist grundsätzlich zulässig, da die europäischen Richtlinien einen Mindestschutz vorgeben und in der Regel einer Erweiterung des Anwendungsbereiches des Schutzes nicht entgegenstehen.
Beachtung verdient, dass die Abgrenzung für jedes Geschäft (insbesondere einem Vertragsabschluss) wieder neu erfolgt, wobei sich die Bestimmung dabei entscheidend an der inneren Willensrichtung der rechtsgeschäftlich handelnden Person orientiert. So kann beispielsweise der Rechtsanwalt, der Briefumschläge kauft, Verbraucher sein, wenn er darin Privatpost verschicken will, aber auch Unternehmer, wenn er die Kuverts für seine Kanzlei verwenden will.
Die Definition des Verbrauchers ermöglicht, eine Stufung des Schuldnerschutzes vorzunehmen. Der Verbraucher ist im Zivilrecht am weitesten geschützt. Es greifen daher Vorschriften zur besonderen Vertragsgestaltung und insbesondere bei der Verwendung Allgemeiner Geschäftsbedingungen (AGB) eines Unternehmers gegenüber einem Verbraucher. Bei einem Kauf eines Verbrauches von einem Unternehmer sind die ergänzenden Vorschriften des Verbrauchsgüterkaufs anzuwenden.
In Österreich ist der terminus technicus für den Verbraucher „Konsument“. Dieser ist nach dem Konsumentenschutzgesetz 1979 (KSchG) geschützt. Der Gegenbegriff Unternehmer wurde ebenfalls im KSchG zuerst eindeutig bestimmt und am 1. Jänner 2007, bei der Novellierung des Handelsgesetzbuches zum Unternehmensgesetzbuch, auch dorthin übernommen. Der alte Kaufmannsbegriff ist damit entfallen.

## Leitbild

### Europäischer Gerichtshof
Die Rechtsprechung des EuGH ist geprägt vom „durchschnittlich informierten, aufmerksamen und verständigen Durchschnittsverbraucher“. Diesem mutet der EuGH zu, „Begriffe und Abbildungen sowie Platzierung, Größe, Farbe, Schriftart, Sprache, Syntax und Zeichensetzung der verschiedenen Elemente auf der Verpackung“ eines Lebensmittels zu berücksichtigen.

### Bundesgerichtshof
Auch nach Auffassung des Bundesgerichtshofs ist für die Frage, wie eine Werbung verstanden wird, „die Sichtweise des durchschnittlich informierten und verständigen Verbrauchers maßgebend, der einer Werbung die der Situation angemessene Aufmerksamkeit entgegenbringt.“ Der Grad seiner Aufmerksamkeit ist aber von der jeweiligen Situation und vor allem von der Bedeutung abhängig, die die beworbenen Waren für ihn haben. Bei geringwertigen Gegenständen des täglichen Bedarfs oder beim ersten Durchblättern von Werbebeilagen oder Zeitungsanzeigen ist seine Aufmerksamkeit regelmäßig eher gering, so dass er die Werbung eher flüchtig zur Kenntnis nehmen wird („flüchtiger Verbraucher“). Dagegen wird der Verbraucher eine Angabe mit situationsadäquat gesteigerter Aufmerksamkeit zur Kenntnis nehmen, wenn er für die angebotenen Waren oder Dienstleistungen einen erheblichen Preis zu zahlen hat.